# Смирнов, Михаил Васильевич
Михаил Васильевич Смирнов (10 ноября 1903, с. Старые Савины, Курская губерния — 12 октября 1994, Калининград) — генерал-майор, участник штурма Кёнигсберга, инспектор кавалерии 3-го Белорусского фронта, первый советский комендант Кёнигсберга (с 7 апреля по 12 июня 1945 года).

## Биография
Родился 10 ноября 1903 года в селе Новые Савины Щигровского уезда Курской губернии (ныне Черемисиновского района Курской области). В 1919 году окончил 6 классов реального училища.
В Гражданскую войну 25 июня 1920 года был призван в Красную Армию и направлен на Московские военно-технические курсы, затем с августа служил красноармейцем в Щигровском учебном военкомате. С ноября 1920 года проходил службу в составе 1-го Конного корпуса, писарь штаба, затем - курсант школы младшего состава этого же корпуса.
После войны М.В. Смирнов служил красноармейцем в 36-м кавалерийском полку 6-й Чонгарской кавалерийской дивизии, в его составе участвовал в боях с вооруженными формированиями на территории Украины и Северного Кавказа, затем учился в 6-й кавалерийской командной школе. По ее окончании с сентября 1924 года командовал взводом в 68-м кавалерийском полку 3-й кавалерийской бригады, с мая 1925 года — командир взвода школы младшего комсостава этой бригады. В апреле-мае 1925 года находился на военно-химических курсах СКВО. С августа того же года служил в 89-м кавалерийском полку 10-й кавалерийской дивизии, начальник химической службы, врид помощника начальника штаба и и.д. начальника штаба полка, вновь начальник химической службы полка. С мая 1928 года М.В. Смирнов находился на стажировке в должности командира батареи 11-го конно-артиллерийского дивизиона. В сентябре 1928 года направлен на учёбу в Военную академию РККА имени М.В. Фрунзе, по ее окончании в мае 1931 года назначен командиром 2-го отдельного мотохимического батальона. С декабря 1931 года - начальник разведывательного отдела, а с марта 1933 года - помощник начальника отдела боевой подготовки МВО. Затем М.В. Смирнов был начальником штаба 4-й, а с февраля 1936 года - 6-й кавалерийских дивизий. С апреля 1937 года - помощник армейского инспектора Армейской инспекции кавалерии БВО.
В 1939 году окончил 3 курса заочного института иностранных языков.
В 1939 году был уволен в запас, затем в сентябре того же года вновь восстановлен в кадрах РККА и назначен преподавателем тактики кавалерийских КУКС РККА, затем был старшим преподавателем топографии этих курсов. В июне-июле 1940 года участвовал в походе Красной Армии в Бессарабию, после чего с августа того же года - начальник цикла этих же курсов.
В начале Великой Отечественной войны с июля 1941 года полковник М.В. Смирнов - помощник начальника Чкаловского кавалерийского училища по учебно-строевой части (ПриВО).
с января по 3 февраля 1942 года - начальник штаба, с 3 по 11 февраля 1942 года - исполнял обязанности командира, с 11 февраля по март 1942 года - вновь начальник штаба 10-го кавалерийского корпуса. Корпус входил в состав Западного фронта и 15 марта 1942 года был расформирован.
С марта 1942 по март 1943 года - инспектор кавалерии Западного фронта. С марта 1943 по апрель 1944 года - начальник инспекторской группы командующего кавалерией КА.
С апреля 1944 года - инспектор кавалерии 3-го Белорусского фронта.
В конце марта 1945 года в соответствии с планом штурма Кёнигсберга получил назначение на должность коменданта Кёнигсберга. 7 апреля 1945 года была сформирована комендатура и Смирнов стал первым советским руководителем города. 10 мая при комендатуре Кёнигсберга создаётся Временное управление по гражданским делам. Во главе управления поставлен заместитель коменданта Кенигсберга по гражданскому управлению полковник Михаил Максимович Залётов. Он же был и заместителем начальника временного управления по гражданским делам. Деятельностью управления руководили также помощники военного коменданта Кенигсберга по хозяйственной части полковник Энштейн (в мае) и подполковник Андрей Георгиевич Антонов (с 26 мая).
В первые же дни руководства главным вопросом стало наведение порядка на улицах города: тушение пожаров, расчистка улиц и завалов, учёт местного немецкого населения и обеспечение его питанием. Необходимо было наладить подачу воды и электроэнергии.
12 июня 1945 года последовал приказ о сдаче дел и должности генерал-майором М. В. Смирновым и о вступлении в должность коменданта города Героя Советского Союза генерал-майора М. А. Пронина.
С октября 1945 года - начальник 1-го отдела штаба командующего кавалерией СА. С мая 1946 года - старший преподаватель кафедры оперативного искусства Высшей военной академии имени К.Е. Ворошилова. С апреля 1952 года — заместитель главного редактора, с декабря 1952 года - редактор отдела оперативного искусства и тактики журнала «Военная мысль».
После увольнения в запас 29 марта 1960 года, до 1977 года был старшим научным сотрудником и военным референтом Всесоюзного научно-исследовательского института Министерства обороны и технического института информации академии наук СССР.
Скончался 12 октября 1994 года в Калининграде. Похоронен на кладбище " Ракитки"  города Москвы., в родственной могиле.

## Память
В фондах Курского областного краеведческого музея хранятся некоторые личные вещи и документы (карты, схемы боёв, фотографии) М. В. Смирнова.
Мемориальная доска генерал-майору Смирнову Михаилу Васильевичу укреплена в Калининграде на доме 65 проспекта Мира, где с апреля 1945 года работал первым военным комендантом Кёнигсберга.